# Tétracontane
Le tétracontane est un alcane linéaire de formule brute C40H82 et de formule semi-développée CH3-(CH2)38-CH3.